# Ilse Mehrkens
Ilse Mehrkens (* 20. Februar 1933 in Bremen; † 3. Juni 1999 in Bremen) war eine deutsche Politikerin. Sie war Mitglied der Bremischen Bürgerschaft (SPD).   

## Biografie
Mehrkens war mit dem Eisenbahner Kurt Mehrkens (1929–1998) verheiratet; beide hatten drei Kinder. Der Sohn Klaus Karl Mehrkens (* 1955) ist Künstler. Sie wurde auf dem Riensberger Friedhof in Bremen beerdigt. 
Sie war Mitglied in der SPD und in verschiedenen Funktionen aktiv. Sie war für die SPD von 1987 bis 1999 (†) in der 12. 13. und 14. Wahlperiode zwölf Jahre lang Mitglied der Bremischen Bürgerschaft und in der Bürgerschaft in verschiedenen Deputationen tätig.  